# Westgreußen
Westgreußen (letteralmente: "Greußen ovest" – in riferimento alla vicina città di Greußen) è un comune di 408 abitanti della Turingia, in Germania.
Appartiene al circondario del Kyffhäuser (targa KYF) ed è parte della comunità amministrativa (Verwaltungsgemeinschaft) di Greußen.